# Wodnicha brunatnobiała

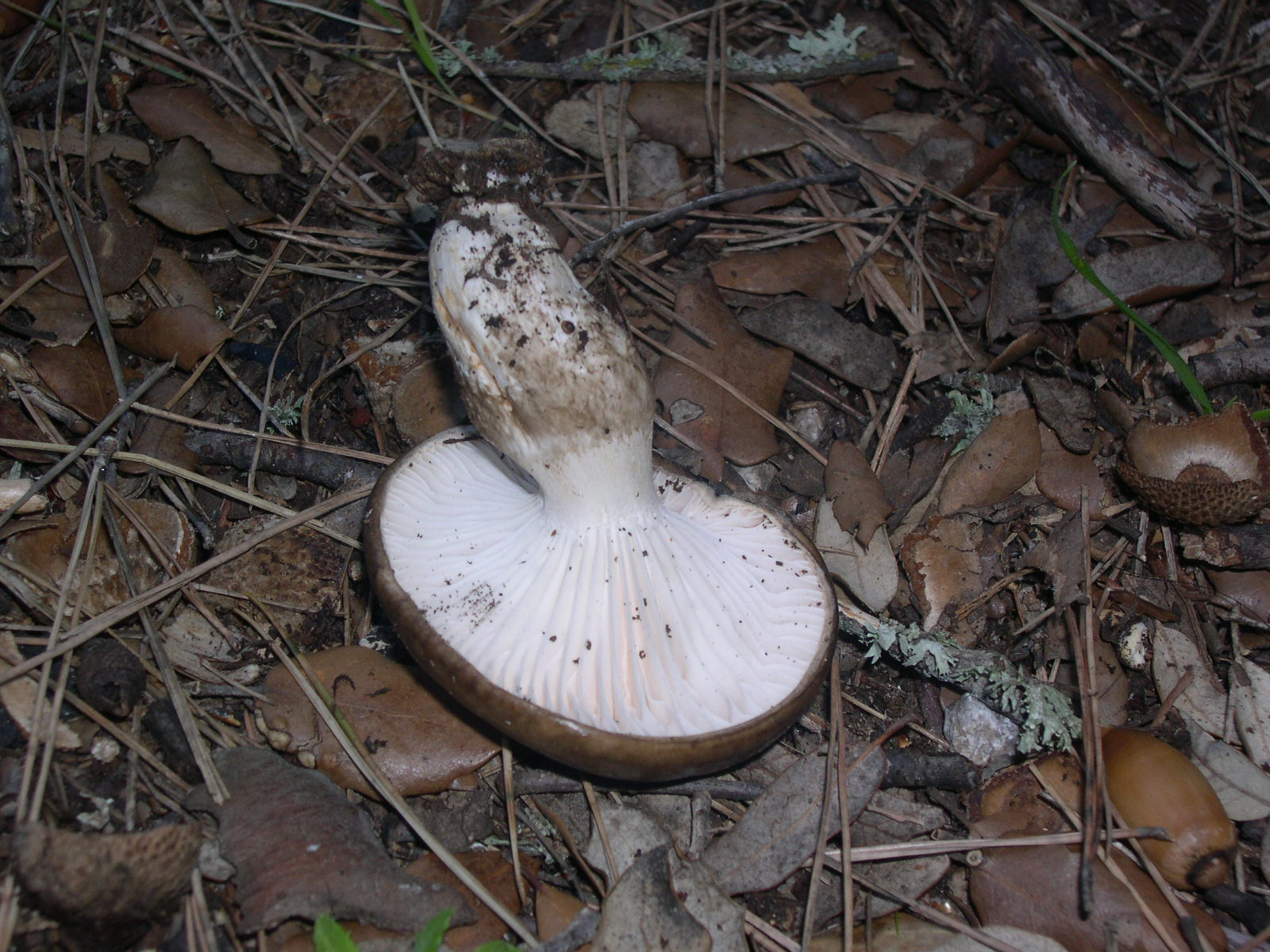

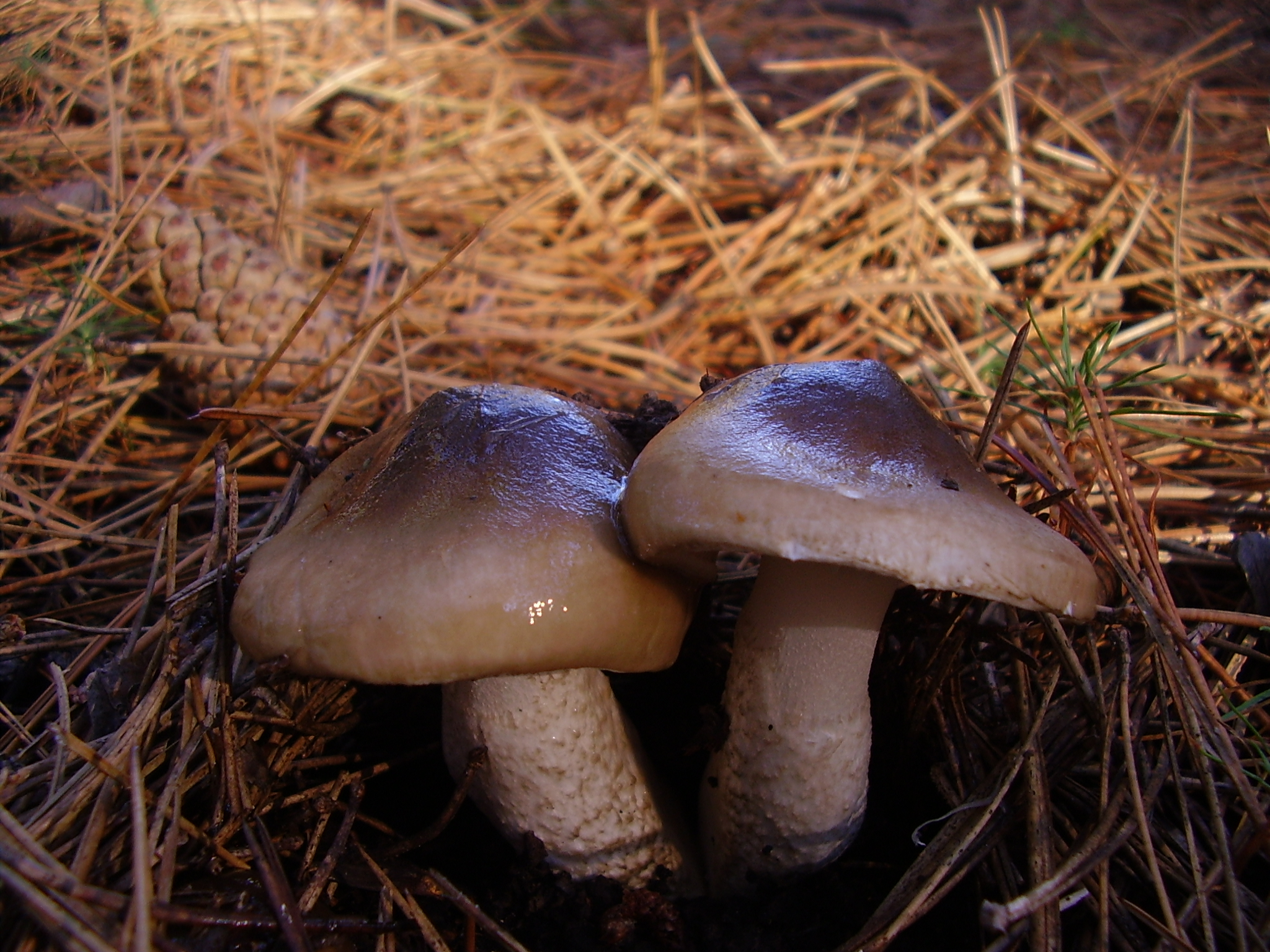

Wodnicha brunatnobiała (Hygrophorus latitabundus Britzelm) – gatunek grzybów z rodziny wodnichowtych (Hygrophoraceae). 

## Systematyka i nazewnictwo
Pozycja w klasyfikacji według Index Fungorum: Hygrophoraceae, Agaricales, Agaricomycetidae, Agaricomycetes, Agaricomycotina, Basidiomycota, Fungi.
Niektóre synonimy naukowe:
- Hygrophorus latitabundus f. albus Rocabruna & Tabarés 2005
- Hygrophorus latitabundus Britzelm. 1899, f. latitabundus
- Hygrophorus olivaceoalbus f. obesus Bres. 1887
- Hygrophorus olivaceoalbus var. obesus (Bres.) Rea 1922

Nazwę polską podała Barbara Gumińska w 1997 r.

## Morfologia
Kapelusz
Średnica od 4 do 12 cm, półkulisty, wypukły do płasko wypukłego, u starszych okazów również nieco lejkowaty, z długo podwiniętym brzegiem, tępym płaskim garbkiem, gładki, bardzo oślizgły (często z warstwą śluzu), szarobrązowy, rdzawobrązowy, o oliwkowym odcieniu, pośrodku ciemniejszy. 
Blaszki
Do trzonu szeroko przyrośnięte lub łagodnie zbiegające, grube, rzadkie, szerokie. Są białawe, o prostych ostrzach.
Trzon grzyba
Wysokość od 5 do 10 cm, średnica od 1,5 do 4 cm, cylindryczny do wrzecionowatego, zaostrzony u dołu, pełny, zwarty. Powierzchnia bardzo oślizgła, kosmkowato-łuseczkowata, biaława, po uciśnięciu ciemnieje. Pierścień występuje tylko u bardzo młodych okazów, szybko zanika.
Miąższ
Gruby, gęsty i wodniście biały. Ma słaby zapach gorzkich migdałów, w smaku jest łagodny.

## Występowanie i siedlisko
Wodnicha brunatnobiała znana jest tylko w niektórych krajach Europy. W piśmiennictwie naukowym do 2003 r. na terenie Polski podano tylko 2 jej stanowiska.  Od 2014 r. w Polsce jest objęta ochroną częściową grzybów.
Pojawia się od września do listopada pod sosnami, w nasłonecznionych miejscach, zwłaszcza na [wapieniach, w strefie podgórskiej i górskiej.

## Znaczenie
Grzyb mikoryzowy. Smaczny grzyb jadalny, do przyrządzania potraw do bezpośredniego spożycia lub marynowania w słodko – kwaśnej zalewie. 

## Gatunki podobne
Minimalna możliwość pomylenia z podobnymi gatunkami. Charakterystycznymi cechami tego grzyba są: stosunkowo duży owocnik, bardzo oślizły kapelusz i trzon, podwinięty brzeg kapelusza i występowanie pod sosną. Nieco podobna jest wodnicha oliwkowobrązowa (Hygrophorus persoonii) i wodnicha oliwkowobiała (Hygrophorus olivaceoalbus). Można je rozróżnić reakcjami chemicznymi: 
- u wodnichy brunatnobiałej trzon w reakcji z KOH zmienia barwę na cytrynowożółtą, potem żółto-pomarańczową, a w końcu na brązowoczekoladową. W reakcji z NaOH trzon barwi się na ochrowożółto[8].
- u wodnichy oliwkowobiałej w reakcji z NaOH trzon barwi się na pomarańczowo-czerwono[8].
- u wodnichy oliwkowobrązowej kapelusz w reakcji z amoniakiem barwi się na zielono[8].